# Pratt & Whitney JT9D
Pratt & Whitney JT9D — перший реактивний двигун з високим коефіцієнтом двоконтурності, який використовувався на широкофюзеляжних авіалайнерах. Його початковим застосуванням було на Boeing 747-100, оригінальний "Джамбо Джет". Це був перший турбовентиляторний двигун Pratt & Whitney з високим коефіцієнтом двоконтурності.

## Розробка
Програма JT9D була запущена у вересні 1965 року, а перший двигун був випробуваний у грудні 1966 року. Він отримав сертифікат FAA у травні 1969 року та введений в експлуатацію у січні 1970 року на Boeing 747. Згодом він встановлювався на Boeing 767, Airbus A300 та Airbus A310, і McDonnell Douglas DC-10. Покращений JT9D-7R4 був представлений у вересні 1982 року та був схвалений для 180-хвилинного польоту ETOPS для двомоторних реактивних літаків у червні 1985 року. До 2020 року JT9D налітав понад 169 мільйонів годин. Виробництво було припинено в 1990 році, його замінив новий PW4000.